# Winco
Winco is een Brits historisch merk van motorfietsen.
De bedrijfsnaam was: Wineberg & Co., Cheapside, Birmingham.
Winco begon in 1920 met de productie van motorfietsen waarvoor men 261cc-tweetakt-inbouwmotoren van Orbit uit Wolverhampton gebruikte. De productie eindigde in 1922, mogelijk omdat de levering van Orbit ook eindigde. Orbit gebruikte tot 1924 op zijn beurt motoren van Blackburne en Bradshaw.